# Nomada grayi
Nomada grayi är en biart som beskrevs av Cockerell 1903. Nomada grayi ingår i släktet gökbin, och familjen långtungebin.

## Underarter
Arten delas in i följande underarter:
- N. g. eastonensis
- N. g. grayi